# Língua lapônica de Pite

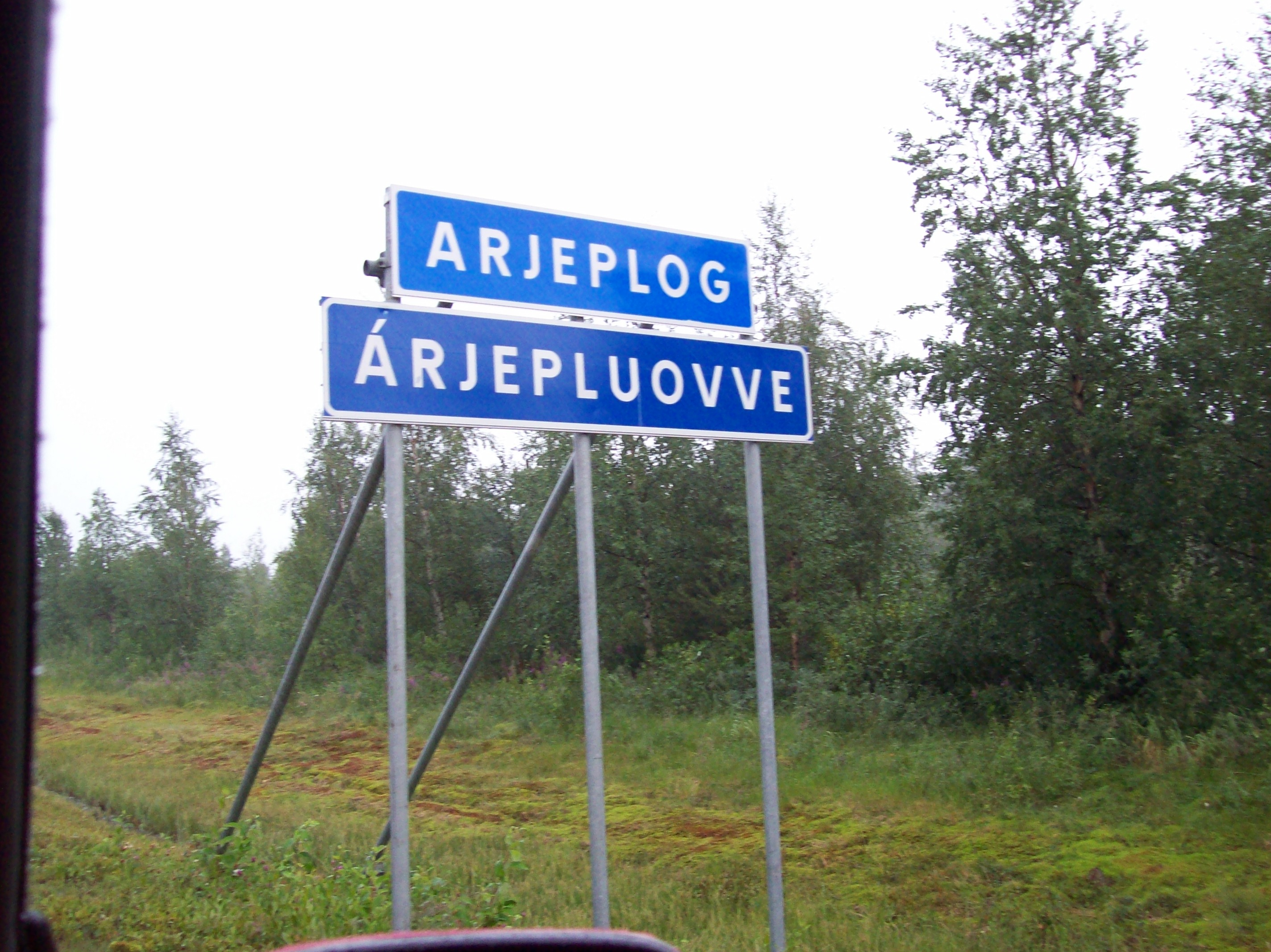
Placa em sueco e lapão de Pite, à entrada de Arjeplog.

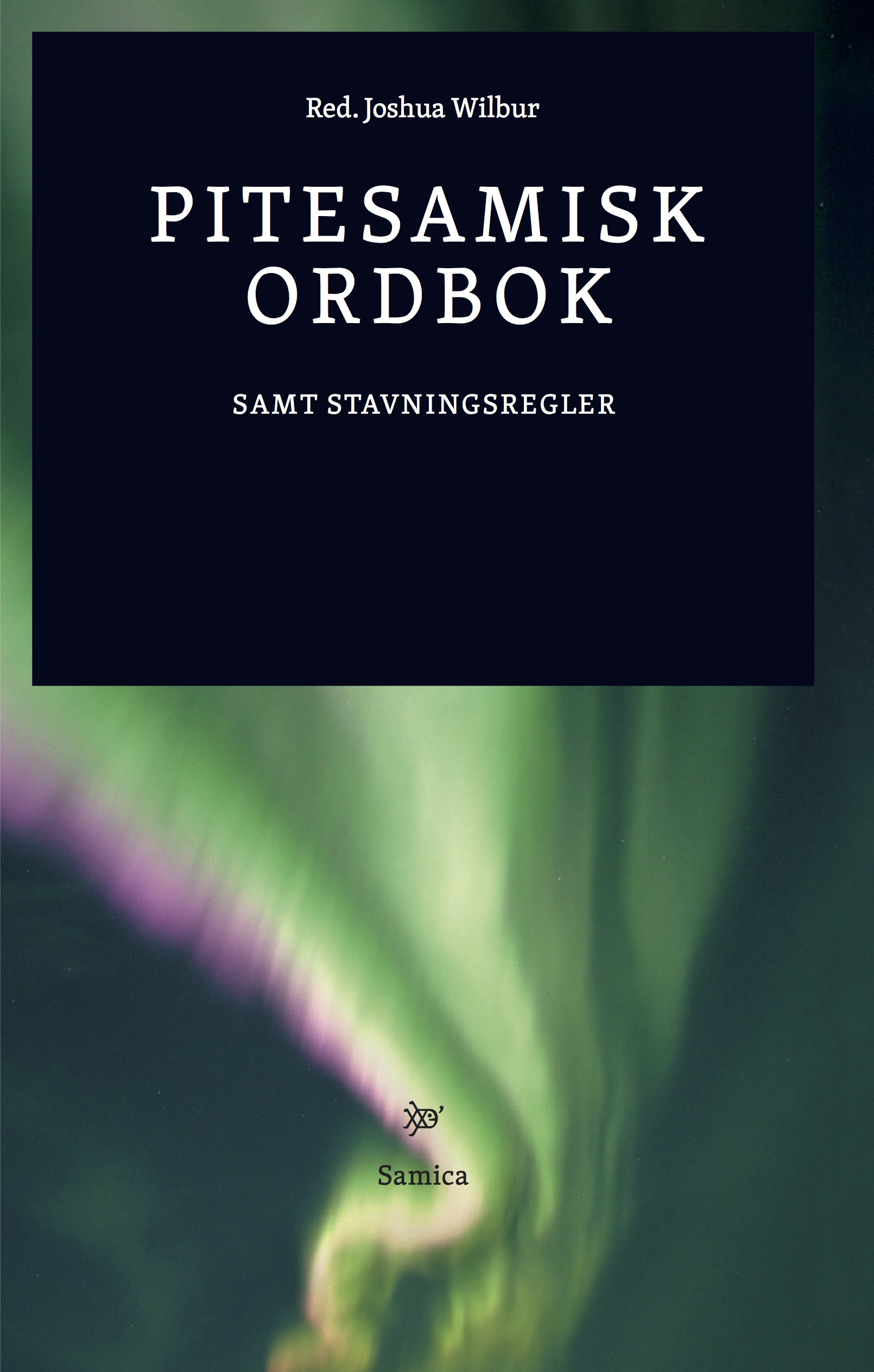
Dicionário de lapão de Pite, com regras ortográficas.

O lapônico de Pite (em lapão de Pite: Bidumsámegiella; em sueco:  Pitesamiska; em norueguês:  Pitesamisk) é uma das línguas lapônicas. 
Tem uma ortografia própria desde 2019, aprovada pelo Parlamento Lapónio da Suécia (Sametinget). 
É atualmente falado por cerca de 30 pessoas na Suécia, ao longo do rio Piteälven, nas comunas de Arjeplog e Arvidsjaur, após o último falante da Noruega ter falecido em 2000.  É considerada uma língua em risco de extinção, e está em curso um esforço de revitalização do idioma. As duas comunas suecas envolvidas fazem parte da ”zona administrativa de língua lapónica” (Förvaltningsområdet för samiska språket), onde existem direitos linguísticos reforçados para a minoria étnica dos lapões. 

## Escrita
Tem uma ortografia própria desde 2019, usando o alfabeto latino, e dispõe desde 2019 de um dicionário com as regras ortográficas oficiais. 

## Gramática

### Casos
Há, neste idioma 9 casos gramaticais:
- Nominativo
- Genitivo
- Acusativo
- Inessivo
- Ilativo
- Elativo
- Comitativo
- Essivo
- Abessivo

### Verbo

#### Pessoa
O lapônico de Pite conjuga os verbos em três pessoas gramaticais:
- 1ª pessoa
- 2ª pessoa
- 3ª pessoa

#### Modo
Tem 5 modos gramaticais:
- Indicativo
- Imperativo
- Condicional
- Potencial
- Optativo

#### Número gramatical
Conjuga-se os verbos em três números gramaticais:
- Singular
- Dual (número gramatical)
- Plural

#### Tempo
Há dois tempos verbais:
- Pretérito
- Não pretérito

além de dois tempos compostos:
- Presente perfeito
- Mais-que-perfeito

## Amostras
Texto
Merrasáme Nordlándan sehkanin vuonagij ja láhppin sámegielav ja kultuvrav, valla ellosáme buorebut bisodin etjasa gielav ja kultuvrav. 1700-låge rájes mådde urrun Vuona bielen ja vessun enamus ednam ja mättse bargos ja guollimis. Muhtema li aj ellosujtujn Vuona bielen barggam, guohtomriektájn jala guohtomriekta dagá Svieriga bielen jage åsijn.
Bihtámsáme bájkke Vuonan lä suokana Bájddár, Oarjjelij-Bájddár, Meløy, Rødøy ja Sálavuobme, ja Fuosko ja Buvda åses. Svieriga bielen lä bidumsámegiella Árjepluove kommuvnan ságastuvvum. Svierjin såjhda li mådda tuvsán bidumsáme álmmatja. Dassta li utsemus 50 almmatja ma ain máhtti gielav sagastit. Váddes lä dehtet galles etjasijt nammadi bidumsábmen Vuonan, vädjá jurra de ålobu gå moadda tjuode.
Bidumsámegielan lä aktlagatjmärkka julevsámegielajn. Ubmemsámegiella lä veha etjálágátj. Bidumsámegielan ij lä ajn dåhkkidim tjállemvuohke. Dál li báhkogirjijn barggamin ja dat tjáleduvvuj julevsáme tjállemvuohkáj.
1999 jagen vuododuváj Sálto Bidumsámi säbbre. Säbrre lä årrum åvdedäddje vuododit bidumsáme guovdátjáv namájn Duoddárá Ráffe åbme lensmannadåben Dokmon Bájddárin. Samesäbrre lä ásadam gellakursav bidumsámegielan, åhpadäddjij svierje bieles.
em Norueguês
Pitesamisk område i Noreg blir rekna som kommunane Beiarn, Gildeskål, Meløy, Rødøy og Saltdal, samt delar av Fauske og Bodø.
På svensk side er pitesamisk språk i første rekke snakka i Arjeplog kommune. I Sverige er det kanskje eit par tusen med pitesamisk etnisitet, derav er det minst 50 som framleis meir eller mindre kan snakke språket. Det er vanskelig å vite kor mange som reknar seg som pitesamar i Noreg, det kan knapt vere meir enn eit par hundre.
Pitesamisk språk er i nær slekt med lulesamisk, noko fjernare med umesamisk. Pitesamisk har inga offisiell rettskriving, men det er no igang arbeid med å lage ei pitesamisk ordbok. Denne bygger på rettskrivingsprinsippa for lulesamisk.
I 1999 blei Sálto bihtesámi searvi / Salten pitesamiske forening oppretta. Foreninga har vore ei drivkraft i å etablere eit pitesamisk senter med namnet Duoddárá Ráffe (Viddas Fred) i den gamle lensmannsgarden på Dokmo i Beiarn. Sameforeininga har arrangert språkkurs i pitesamisk, med lærarar frå svensk side.
em Português
A área de Pite Sami na Noruega é contada como os municípios de Beiarn, Gildeskål, Meløy, Rødøy e Saltdal, bem como partes de Fauske e Bodø.
Do lado sueco, a língua Pitesami é falada principalmente no município de Arjeplog. Na Suécia, há talvez alguns milhares de pessoas da etnia Pitesami, dos quais há pelo menos 50 que ainda falam mais ou menos a língua. É difícil saber quantas pessoas se consideram Samaritanos Pitesa na Noruega; dificilmente pode ser mais do que algumas centenas.
A língua Pite Sami está intimamente relacionada com Lule Sami, um pouco mais distante com Ume Sami. Pitesami não tem ortografia oficial, mas está em andamento o trabalho para criar um dicionário Pitesami. Isso se baseia no princípio ortográfico de Lule Sami.
Em 1999, foi criada a forening Sálto bihtesámi searvi / Salten pitesámiske. A associação tem sido uma força motriz no estabelecimento de um centro Piet Sami com o nome Duoddárá Ráffe (Viddas Fred) no antigo pátio do xerife em Dokmo, em Beiarn. A associação Sámi organizou cursos de línguas em Pite Sámi, com professores do lado sueco.
Numeração
ákkta - 1, guäkkte - 2, gålbmå - 3, nällje - 4, vihta - 5, guhta - 6, gietjav - 7, gákktse - 8, åkktse - 9, lågev - 10;